# Турнеја рагби 13 репрезентације Француске по Океанији 2001.
У јуну 2001., рагби 13 репрезентација Француске била је на турнеји по Полинезији и Меланезији.
Француски "Триколори" су тада одиграли 6 утакмица, од чега 3 тест утакмице, а учинак је био 4 победе и 2 пораза.

## Позадина
На 12. Светском купу у рагбију 13, који је одржан у Европи 2000., рагби 13 репрезентација Француске је завршила учешће у четвртфиналу, где је заустављена од Новог Зеланда у Вејкфилду. Пре тога у групи Ц, Французи су победили Јужноафричку Републику и Тонгу, а изгубили су од Папуе Нове Гвинеје. 

## Француска рагби 13 експедиција 2001.
'Стручни штаб'
- Жил Думас, главни тренер

'Рагбисти'
Након саветовања са помоћницима, господин Жил Думас определио се да на далеки пут у Океанију, поведе следећих 26 француских рагбиста:
- Ерик Ансалм, Ст Гауденс
- Фредерик Банкет, Виленев
- Патрис Бенос, Каркасон
- Давид Бертезене, УТЦ
- Лорен Караско, Виленев
- Жан Емануел Касин, Тулуз
- Жил Корнут, слободан играч
- Фабијен Девечи, Авињон
- Жакин Декиче, Авињон
- Арнод Годуа, Ст Гауденс
- Лорен Фрејсинос, Виленев
- Ромејн Гагилазо, Виленев
- Рено Жиг, Авињон
- Рашид Хечиче, Лион
- Силван Хул, УТЦ
- Паскал Џампи, УТЦ
- Патрик Ногера, Пиа
- Николас Пиколо, Лимож
- Арти Шид, Виленев
- Ромејн Сорт, Виленев
- Гаел Тале, УТЦ
- Михаел Ван Сник, слободан играч
- Жером Винсен, Тулуз
- Фредерик Тејижидо, Лимож
- Жан Кристоф Борлин, Ст Гауденс
- Винсент Вулф, Виленев

## Утакмице рагби 13 репрезентације Француске на турнеји 2001.
Француски "Триколори" одиграли су тада 3 пријатељске утакмице и 3 тест утакмице. Французи су победили Јужно Острво У Крајстчерчу 24-18, савладали су "Цетрал дистриктс" у Палмерстон Норту 28-26, па су били бољи од "Нортерн дистриктса" у Хантлију 40-16.
У 3 тест утакмице, Француски рагбисти су имали слаб учинак 1-2. Нису успели да дају ниједан гол против Новог Зеланда и поражени су 0-36 у Окланду. Победили су Папу Нову Гвинеју у Порт Морсбију 27-16, али су изгубили од Папуе Нове Гвинеје у Гороки 24-34.

### Статистика и учинак Француза на турнеји 2001.
| Одиграно утакмица | Победа Француске | Нерешено | Пораз Француске |
| ----------------- | ---------------- | -------- | --------------- |
| 6                 | 4                | 0        | 2               |

| Утак. | Противничка екипа  | Датум | Терен                        | Резултат | Гледалаца |
| ----- | ------------------ | ----- | ---------------------------- | -------- | --------- |
| 1.    | Јужно острво       | 2.6.  | Ланкастер парк у Крајстчерчу | 24-18    |           |
| 2.    | Централ Дистриктс  | 6.6.  | Палмерстон Норт Шоуграндс    | 28-26    |           |
| 3.    | Нови Зеланд        | 10.6. | Стадион Ериксон у Окланду    | 0-36     | 4 500     |
| 4.    | Нортерн Дистриктс  | 13.6. | Дејвис Парк у Хантлију       | 40-16    |           |
| 5.    | Папуа Нова Гвинеја | 17.6. | Робс Овал у Порт Морсбију    | 27-16    | 15 000    |
| 6.    | Папуа Нова Гвинеја | 20.6. | Дени Ли Овал у Гороки        | 24-34    | 12 000    |